# USB-C
O USB-C, também conhecido como USB Tipo-C, é um padrão de conectores e cabos pensado em melhorar as especificações convencionadas dos conectores e cabos no padrão USB 3.1, diminuindo o tamanho dos conectores, podendo ser montados em lugares ainda menores e melhorando a usabilidade aos usuários. Pode-se transferir áudio, vídeo e dados em alta velocidade, bem como transferir energia elétrica com o limite de até 3 Amperes.

## Visão geral
A proposta do USB Tipo C foi melhorar os conectores do padrão USB 3.1 para algo compacto que poderia ser utilizado em equipamentos com pouco espaço para os conectores USB-A ou USB-B, amplamente utilizados na indústria de eletrônicos e informática, como laptops e smartphones. Este projeto foi fundamentado em três pilares:
1. Portas (conector fêmea) montadas nos dispositivos em alturas menores que 3 mm;
2. Plugues não polarizados, permitindo sua inserção tanto de cima quanto de baixo;
3. Facilidade na conexão entre os dispositivos em qualquer direção.

Adicionalmente, foram introduzidas funcionalidades distintas para diferentes variantes do USB Tipo C:
1. USB Tipo C com função de saída de vídeo:  
  1. Monitor USB3.1 Gen1 tipo C+, com função de exibição de vídeo e largura de banda teórica com uma taxa de transferência máxima de até 5 Gb/s é marcado apenas com um símbolo SS seguido da letra D.
  2. Monitor USB3.1 Gen2 tipo C+, com função de exibição de vídeo e largura de banda teórica com uma taxa de transferência máxima de até 10 Gb/s é marcado apenas com um símbolo SS seguido da letra D10.
  3. A tecnologia de conexão Thunderbolt combina a tecnologia de transmissão de dados PCIExpress e a tecnologia de display DisplayPort, que pode transmitir simultaneamente dados e sinais de vídeo, fornecendo largura de banda de até 40 Gb/s. Normalmente, o ícone ao lado da interface Thunderbolt 3 é marcado apenas com um símbolo de raio.
2. USB Tipo C sem saída de vídeo:  
  1. Largura de banda teórica USB3.1 Gen1 tipo C, com uma taxa de transferência máxima de até 5 Gb/s é marcado apenas com um símbolo SS.
  2. Largura de banda teórica USB3.1 Gen2 tipo C, com uma taxa de transferência máxima de até 10 Gb/s é marcado apenas com um símbolo SS seguindo do número 10 no final.
  3. USB3.1 Gen1 tipo C+ PD, com função de carregamento e suporta carregamento por desligamento. A taxa máxima de transmissão pode atingir a largura de banda teórica de 5 Gb/s é marcado apenas com um símbolo SS seguindo de um raio e o desenho de uma tomada elétrica.
3. Interface USB Tipo C sem nenhum logotipo:  Essa interface é comum em diversos dispositivos, geralmente interface USB3.1 Gen1 tipo C, com todos os recursos. Ela suporta a função de carregamento, fonte de alimentação para dispositivos externos e saída de sinal de vídeo.

## História
No decorrer do desenvolvimento do padrão USB 3.1, surgiu uma iniciativa entre AMD, HP, Intel e Microsoft para apresentar um projeto de uma nova conexão USB para laptops mais finos e leves que originou o padrão USB-C. Inicialmente os primeiros a implementar o USB-C foram a Apple e a Google nos seus produtos Macbook e Chromebook Pixel respectivamente.

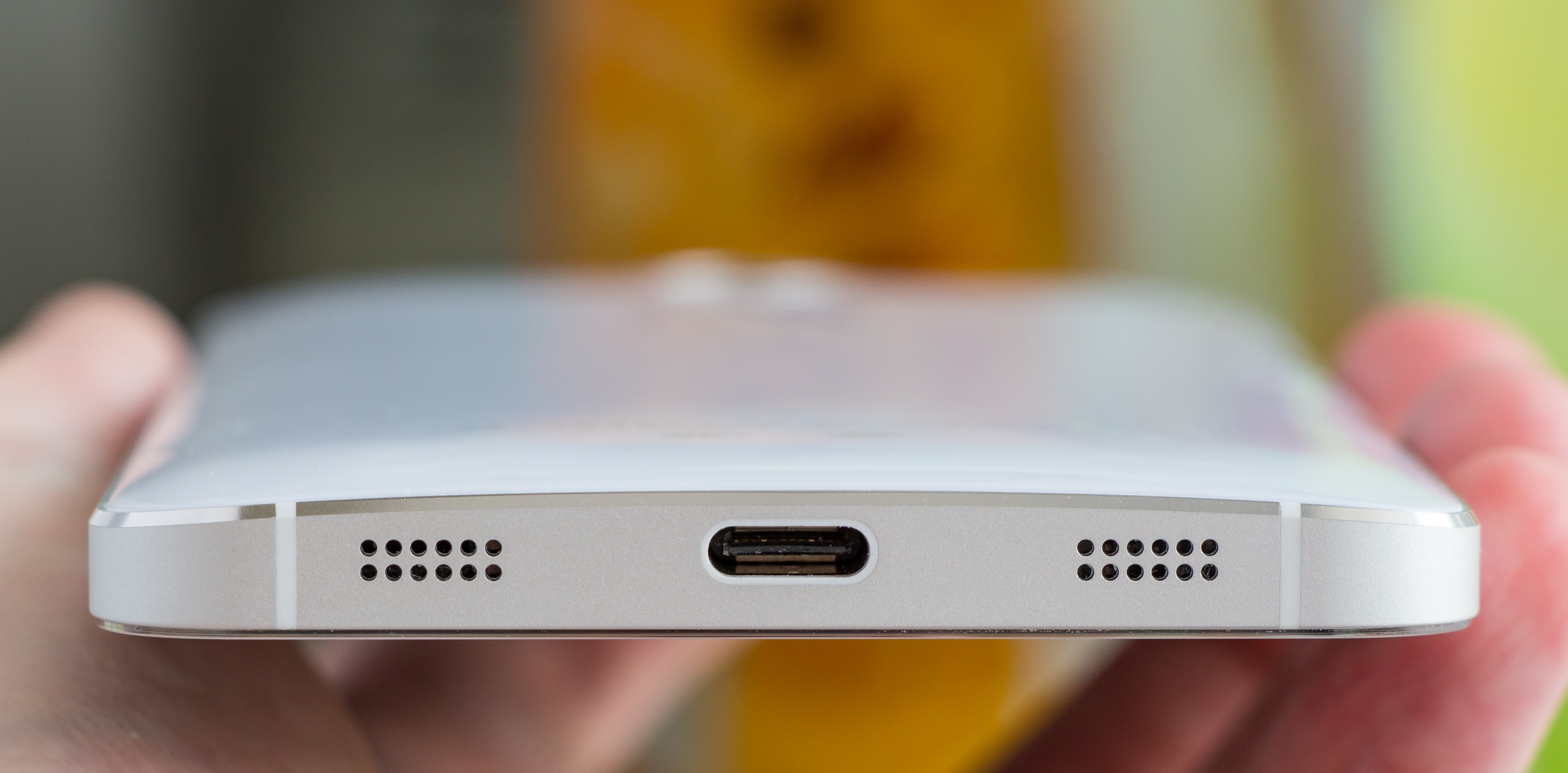
Porta USB-C no smartphone

## Detalhes
Os conectores USB-C conectam-se tanto a hosts quanto a dispositivos, isto é, diferentemente do padrão anterior, o cabo tem os mesmos conectores não diferenciando hosts ou dispositivos. Possui um sistema de conexão simétrica com rotação dupla, isto é, não há polarização de lado, podendo se conectar tanto do lado voltado para cima ou para baixo.
Quanto às dimensões, o conector USB-C fêmea (receptáculo) possui aproximadamente as dimensões externas de 8,34 mm por 2,56 mm, é menor que o conector USB 3.1 Micro-B com dimensões externas aproximadas de 12,85 mm por 2,45 mm e ligeiramente maior que o conector USB 2.0 Micro-B com dimensões externas aproximadas de 7,5 mm por 2,45 mm.O conector fêmea (receptáculo) possui quatro pinos de alimentação e quatro pinos de aterramento, dois pares diferenciais para dados USB de alta velocidade, quatro pares diferenciais blindados para dados Enhanced SuperSpeed (dois pares de transmissão e dois de recebimento) dois pinos de uso de banda lateral (SBU) e dois pinos de canal de configuração (CC). O conector macho (plugue) tem apenas um par diferencial de alta velocidade, e um dos pinos CC é substituído por VCONN, para alimentar os componentes eletrônicos do cabo, e o outro é usado para transportar os sinais do canal de configuração. Esses sinais são usados para determinar a orientação do cabo, bem como para transportar comunicações USB PD.

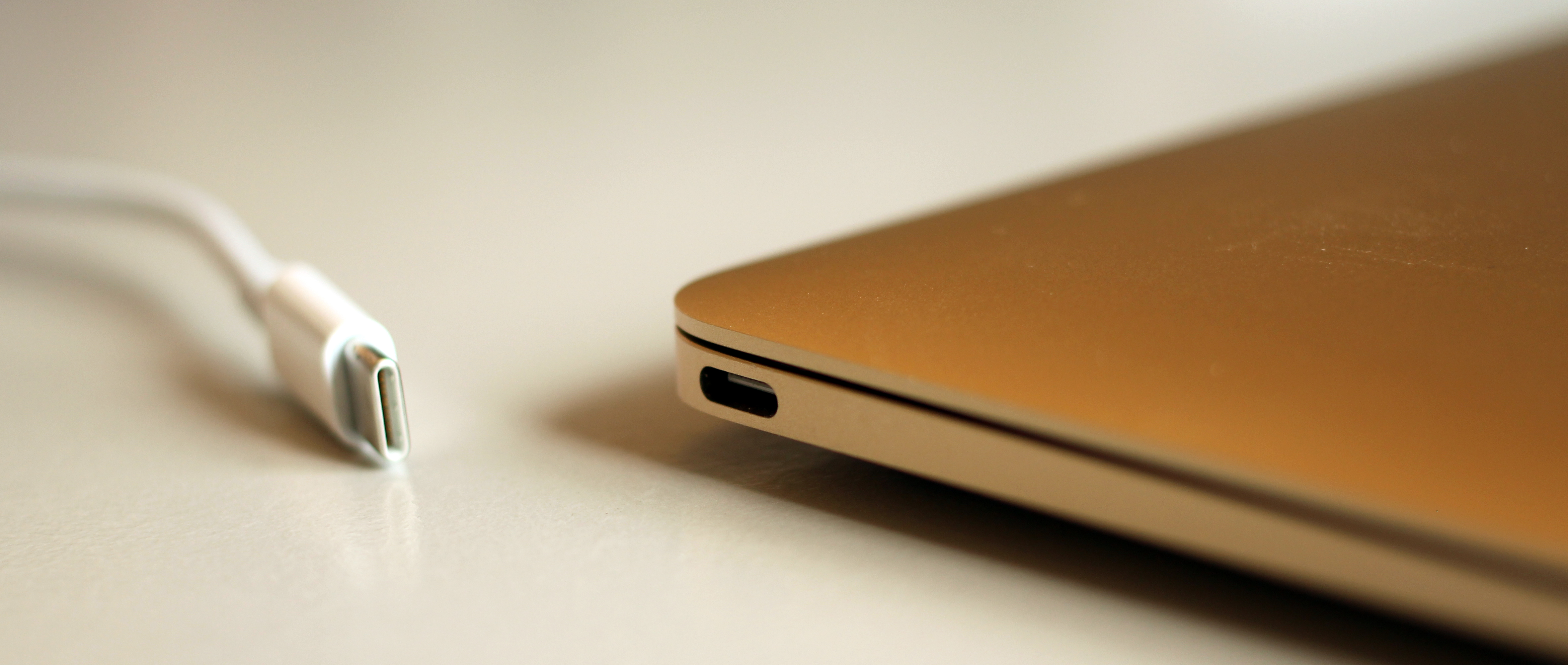
Porta USB-C (Type C) em um Macbook

Para conectar dispositivos mais antigos a hosts com receptáculo USB-C requer um cabo ou adaptador com um plugue ou receptáculo USB-A ou USB-B e no outro um plug USB-C, conforme especificado na documentação da USB-IF.

## Modo alternativo
| Nome                       | Data                           | Protocolo                                             |
| -------------------------- | ------------------------------ | ----------------------------------------------------- |
| DisplayPort Alternate Mode | Publicado em Setembro de 2014  | DisplayPort 1.3                                       |
| MHL Alternate Mode         | Anunciado em Novembro de 2014  | MHL 1.0, 2.0, 3.0 e superMHL 1.0                      |
| Thunderbolt Alternate Mode | Anunciado em Junho de 2015     | Thunderbolt 3 (inclui DisplayPort 1.2 Alternate Mode) |
| HDMI Alternate Mode        | Anunciado em Septembro de 2016 | HDMI 1.4b                                             |